# Література реалізму
Реалі́зм (від лат. realis — «суттєвий», «дійсний») — стиль і напрям у мистецтві, у якому ставили за мету правдиве відтворення дійсності в її типових рисах. Панування реалізму слідувало за добою романтизму і передувало символізму. Термін «реалізм» вперше вжив французький літературний критик Жуль Шанфлері в 1850-х роках для позначення мистецтва, що протистоїть романтизму і академізму.
На відміну від романтизму, який зосереджував увагу на внутрішньому світі людини, основною для реалізму стає проблема взаємин людини і середовища, впливу соціально-історичних обставин на формування духовного світу (характеру) особистості. Замість інтуїтивно-почуттєвого світосприйняття на перше місце в літературі висувається пізнавально-аналітичний початок, а типізація дійсності утверджується як універсальний спосіб художнього узагальнення.
У ХІХ ст. визначальною рисою реалізму вважалася «правдивість» — у розумінні «вірності дійсності», яку відображає митець. У зв'язку з цим варто зазначити, що справжнє мистецтво завжди є правдивим, адже незмінно прагне відображати істини й цінності людського буття, які, однак, не залишаються незмінними. Той чи інший художній напрям стає домінуючим і «правдивим» за певної доби саме тому, що виявляється здатним дати найпереконливіші відповіді на її виклики, найповніше виразити «істини буття», як вони мисляться й переживаються сучасниками.
Утім, за реалізмом невипадково закріпилася його назва: він тісно пов'язаний з настановою реалістичного (тобто заснованого на досвіді) сприйняття й витлумачення дійсності.
Реалізм як художня система ґрунтується на спостереженнях, вивченні та аналізі дійсності. Творчість письменників-реалістів є, власне, художнім осмисленням і узагальненням цього вивчення й аналізу. Отже, ідеться не лише про відмінність «творчих методів», а й про різний «будівельний матеріал» у творах романтиків і реалістів. Відомий французький філософ і вчений Іпполіт Тен заявляв, що реалістичний роман за своєю сутністю є сукупністю спостережень і досвіду, а відтак кожна освічена людина на матеріалі своїх спостережень і життєвого досвіду може написати один чи два пристойних романи. Звісно, це перебільшення, але воно в загострено-парадоксальній формі висвітлює істотні особливості реалістичного способу творчості.
Щоправда, у письменників першої половини XIX ст. Бальзака, Стендаля, Дікенса, Шарлотти Бронте, Меріме активність уяви та її роль залишалися на високому рівні, але ж їхня творчість значною мірою перебувала в річищі романтизму і не піддається остаточному зарахуванню до реалістичної художньої системи. Ситуація змінилася в другій половині століття, коли реалізм остаточно самовизначився й рішуче відмежувався від романтизму. Тепер на перший план було висунуто настанову «достовірності» відображення дійсності, суть якої полягала в збереженні дійсних пропорцій і масштабів у змалюванні повсякденності, персонажів і обставин; рішучому засудженню піддавалися романтичні «фантазії» та «перебільшення». Чітку формулу цієї естетичної настанови реалізму дав російський критик М. Чернишевський: «Зображення життя у формах самого життя».
Важливо також пам'ятати, що реалізм є породженням епохи, позначеної домінуванням науки в царині духовно-практичної діяльності та її великим впливом на літературу. З-поміж інших типів і напрямів художньої творчості він вирізняється тим, що з усіх завдань мистецтва, багатофункціонального за своєю природою, на перший план висуває завдання пізнавальне. Можна навести багато висловлювань тогочасних письменників і критиків, у яких наголошувалася ця особливість реалізму, але обмежимося промовистим зізнанням Г. Флобера: «…я зрозумів одну річ, одну дуже важливу річ, що для людей нашої породи [письменників] щастя полягає в пізнанні й ні в чому іншому».

## Визначальні риси реалізму
- раціоналізм, раціоцентричний психологізм (ототожнення психіки і свідомості, недооцінка позасвідомих процесів);
- правдиве, конкретно-історичне, всебічне зображення типових подій і характерів у типових обставинах при правдивості деталей;
- принцип точної відповідності реальній дійсності усвідомлюється як критерій художності, як сама художність;
- характер і вчинки героя пояснюються його соціальним походженням та становищем, умовами повсякденного життя;
- конфліктність (драматизація) як сюжетно-композиційний спосіб формування художньої правди;
- превалювання (перевага) епічних, прозових жанрів у літературі, послаблення ліричного струменя мистецтва;
- розв'язання проблем на основі загальнолюдських цінностей;
- Примітною особливістю реалізму є те, що, звертаючись до тієї чи іншої теми, письменник водночас осмислює її як художнє дослідження певного явища чи проблеми. Такої свідомої настанови не знайдемо в літературі жодного іншого напряму. Відповідно аналітичність стає однією з визначальних рис реалістичної творчості. Про її аналітичний дух і пафос чи не першим висловився О. де Бальзак: «Перш ніж писати твір, письменник має проаналізувати всі характери, перейнятися всіма звичаями, обійти всю землю, відчути всі пристрасті, бо всі пристрасті, країни, звичаї, характери, природні явища і явища моральні — усе має пройти через його аналіз». Найбільшою мірою цим завданням відповідала соціально-психологічна проза;
- Новим і принципово важливим у поетиці реалізму є також те, що він відмовився від поділу життєвих явищ на «високі» й «низькі», «естетичні» й «неестетичні» і відповідно від поділу на «високі» й «низькі» жанрів і стилів. Співвіднесення зображуваного з умоглядними естетичними категоріями високого й низького, трагічного й комічного, яке вважалося обов'язковим у художній практиці попередніх епох, втратило для реалістів сенс. Важливою для них була відповідність зображення самій дійсності, що сприймалася як єдине й водночас суперечливе ціле, у якому поєднуються і переплітаються високе й низьке, трагічне й смішне, прекрасне й потворне.

## Реалізм в літературі
Маніфестом реалізму у літературі вважають передмову Оноре де Бальзака до «Людської комедії» (1830). Саме Бальзак став засновником нового напряму у французькій літературі та найяскравішим його представником — поруч із Проспером Меріме, Стендалем (останній, правда, називав себе романтиком) та Ґюставом Флобером.
В англійській літературі першим реалістичним романом вважають «Посмертні записки Піквікського клубу» Чарлза Дікенса (1836–1837). Окрім Дікенса найвидатнішими британськими письменниками-реалістами вважають Вільяма Текерея та Шарлотту Бронте.
Реалістичній літературі притаманний певний тип автора. Автор — це завжди певний погляд на зображуване, концепція зображуваного, вираженням якої є художній твір. Ґ. Флобер порівнює автора з Богом, який має бути у творі, як Бог у світобудові — всюди і ніде. Письменники-реалісти, які відчували себе деміургами, не завжди були «невидимими» у своїх творах. Вони вважали, що інтуїція і розум митця можуть проникнути в усе суще і адекватно його відтворити. Цей митець тяжіє до колективної «свідомості епохи», її інтелектуальної частини, що володіє необхідними знаннями у різних сферах. Деміургізм реалістичної літератури є авторською позицією, в основі якої світоглядно-епістемологічна парадигма епохи.
Коріння реалізму пов'язують з Просвітництвом, зокрема з творчістю Д. Дефо, Вольтера, Д. Дідро, Дж. Свіфта, Г. Е. Лессінга. Ці письменники глибоко розкрили причинні зв'язки між людиною і середовищем. М. Конрад, Д. Благой, В. Жирмунський вважають, що історія реалізму починається не з епохи Відродження і не з епохи Просвітництва, а з літератури XIX ст. В. Жирмунський відзначає, що про реалізм Шекспіра, Сервантеса, Рабле можна говорити «у широкому значенні слова», в значенні правдивості, а не в значенні Бальзака чи Толстого. Основна ознака реалізму, на думку В. Жирмунського, у соціальності. Початок класичного реалізму він бачить в англійській літературі XVIII ст., зокрема в творчості Дефо, Філдінга, Смолетта. В історії реалізму вчений не знаходить місця для Шекспіра.
Більшість сучасних дослідників виникнення реалізму пов'язує з 30-ми роками XIX століття, а ренесансний і просвітницький вважає передісторією класичного реалізму. В радянський період реалізм XIX століття називали «критичним».

## Реалізм в Україні
В українській літературі реалізм почався з другої половини XIX століття, прийшовши на зміну романтизму, від якого він перебрав захоплення етнографізмом та героїзацію історичних постатей. «Народні оповідання» Марка Вовчка (1857) при всій реалістичній актуальності тим ще забарвлені романтичним фольклором. Далі реалізм використано з позицій народницьких і просвітянських (Степан Руданський, Анатолій Свидницький) та громадсько-програмових (особливо Олександр Кониський). Подальшим етапом школи реалістів була «об'єктивна проза» 80–90-х років: І. Нечуя-Левицького, П. Мирного, Б. Грінченка й І. Франка. Вона визначається епічною шириною описів і розповіді, уведенням соціальних і національних тем, поширенням тематики з селянської верстви на робітничі й нову інтелігенцію, поданих на тлі тодішнього розвитку капіталізму в Росії й Австрії. У Івана Франка, не без впливу Еміля Золя, з'являється психологічна мотивація, що набирає рис натуралізму. Типові для реалізму поезії — вірші Бориса Грінченка і Павла Грабовського («Громадська поезія»); Франко від реалістичних «Панських жартів» пішов у напрямі психологічно-філософських зрушень, — і його «Мойсей» (1905) це вже твір на межі модернізму.
Визначальні риси реалізму:
- раціоналізм, раціоцентричний психологізм (ототожнення психіки і свідомості, недооцінка позасвідомих процесів);
- правдиве, конкретно-історичне, всебічне зображення типових подій і характерів у типових обставинах при правдивості деталей;
- принцип точної відповідності реальній дійсності усвідомлюється як критерій художності, як сама художність;
- характер і вчинки героя пояснюються його соціальним походженням та становищем, умовами повсякденного життя;
- конфліктність (драматизація) як сюжетно-композиційний спосіб формування художньої правди;
- вільна побудова творів;
- превалювання (перевага) епічних, прозових жанрів у літературі, послаблення ліричного струменя мистецтва;
- розв'язання проблем на основі загальнолюдських цінностей.

Посилення реалістичного напряму в українській літературі також пов'язане з творчістю Івана Карпенка-Карого, М. Кропивницького, Ганни Барвінок. Література збагатилася у жанровому відношенні. Набули популярності суспільно-політична, елегійна лірика, сатира. Урізноманітнилася проза, з'явилися соціально-побутові, етнографічно-побутові, психологічно-побутові оповідання, соціально-психологічна новела, соціально-побутова, історична повість, соціально-психологічний роман, роман-хроніка. Збагачується проблематика літератури. Окрім селянської, письменники порушують тему духовенства, міщанства, інтелігенції.
Першим українським живописцем-реалістом називають Тараса Шевченка, з його гаслом «ні однієї риски без натури», стояв на межі академізму й тієї класицистичної традиції, яку в Петербурзі залишили його попередники: Д. Левицький і В. Боровиковський. Ці елементи, разом з відкриттям українського сюжету (природи, людини, історії) зробили з Шевченка ту ланку, яка поєднала давнє українське мистецтво з новим. Фактично добою реалізму в українському мистецтві стала доба передвижників, у лавах яких було чимало українців.
Частина митців культивувала так званий «ідейний реалізм», як М. Ге, М. Ярошенко, М. Пимоненко; інші, як К. Трутовський, О. Сластьон, П. Мартинович, опрацьовували більш етнографічно-побутові теми, ще інші — І. Рєпін, С. Васильківський, М. Самокиша, зверталися до історичних і батальних сцен. Реакція проти «об'єктивного» відображування природи почалася з імпресіонізму (І. Труш, О. Новаківський, М. Бурачек), які відкрили чар кольорів і показали, що мистецькість твору незалежна від його зв'язку з реальним світом.